# Museo prefetturale di Tottori
Il Tottori Prefectural Museum (鳥取県立博物館?, Tottori Kenritsu Hakubutsukan) è un museo prefetturale situato a Tottori, in Giappone, dedicato alla natura, alla storia, al folklore e all'arte della Prefettura di Tottori. Oltre ai tremila oggetti della collezione permanente, il museo ospita anche mostre temporanee.